# Hälleflinta

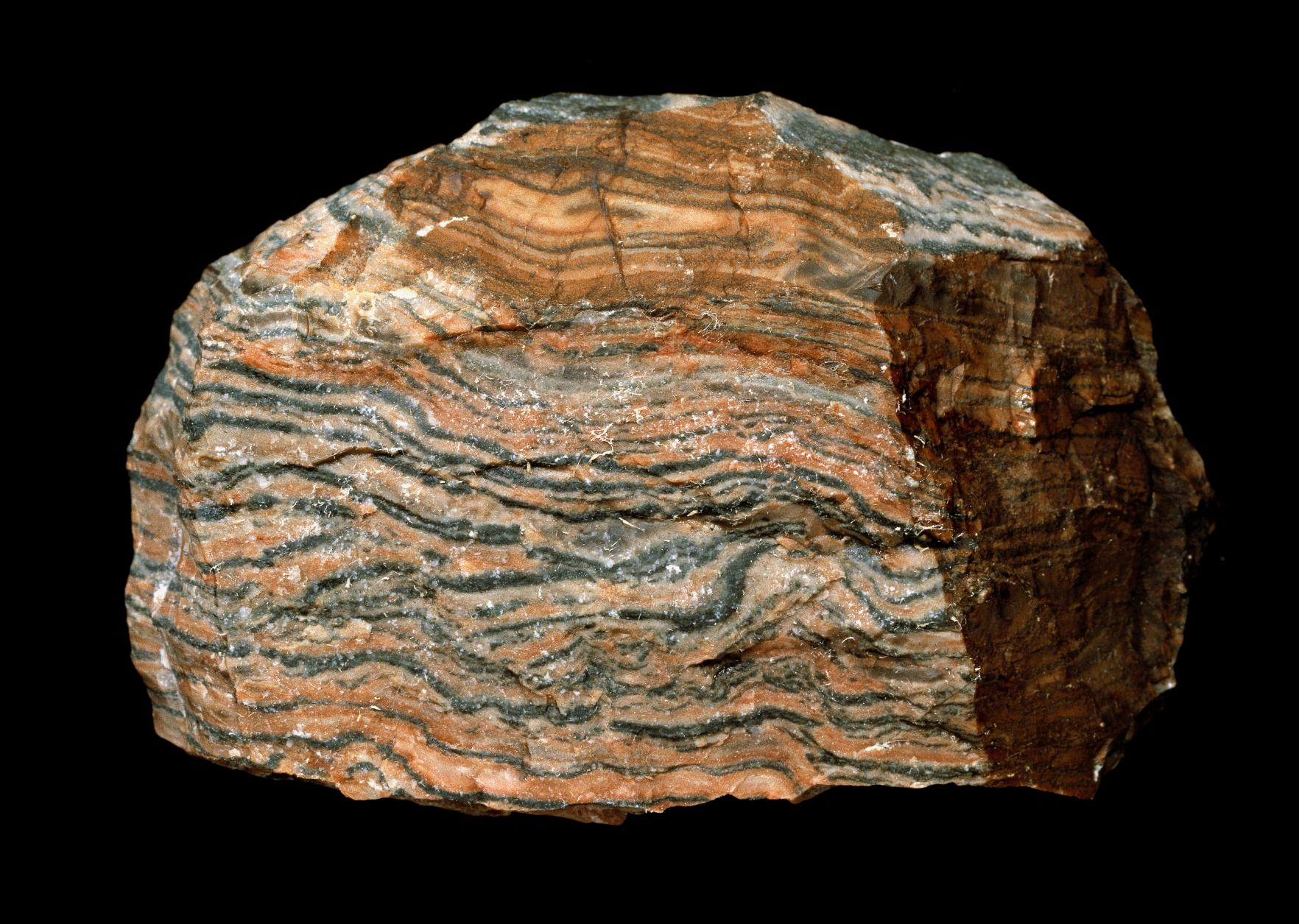
Hälleflinta

Hälleflinta är en metamorf bergart som i huvudsak består av en tät och finkornig form av leptit. Dess färg är mörkare eller ljusare brun eller brungrå till nästan svart. Den mörkare varianten kan ibland i hög grad likna flinta, som den dock lätt kan skiljas från genom smältundersökning. Vid söndervittring blir hälleflintan ljusgrå eller gråvit, och i regel är den mycket klyftad och går lätt sönder i oregelbundna, skarpkantade stycken. Somliga typer visar tydlig skiffrighet och övergår i hälleflintsskiffer. Ibland är hälleflintan porfyrisk på grund av förekommande kvarts- och fältspatkorn.
Hälleflinta är en föråldrad term för kiselsyrarik, mycket finkornig, oftast skiktad vulkanisk bergart.

## Förekomst
Hälleflintan är en sten som ofta förekommer i Bergslagen tillsammans med bl.a. olika järnförande bergarter, och är tämligen vanligt förekommande i sådana trakter där det finns granuliter och porfyrer. Även i Jämtland, norr om Åreskutan finns ett flera kvadratmil stort hälleflintområde.
I Lillsjödal utanför Berga i Småland finns ett stort område med upptill två meter höga uppfrysta berggrundsblock av hälleflinta. Blocken som är världsunika tros vara 1,8 miljarder år gamla.

## Användning
Den användes till redskap under stenåldern i flintfattiga områden, särskilt i norra Skandinavien. 
Hälleflinta är landskapssten i Uppland.